# Nuvia Mayorga Delgado
Nuvia Magdalena Mayorga Delgado (Ciudad de México, 31 de enero de 1966) es una política mexicana, miembro del Partido Verde Ecologista de México. Ha sido diputada federal, directora general de la Comisión Nacional para el Desarrollo de los Pueblos Indígenas y actualmente senadora para el periodo de 2018 a 2024.

## Biografía
Nuvia Mayorga Delgado, originaria de Tepatepec, ubicada en el municipio de Francisco I. Madero, Hidalgo, es licenciada en Contaduría egresada de la Universidad Autónoma del Estado de Hidalgo y tiene una maestría en Administración Pública, así como una especialidad en impuestos y un diplomado en Simplificación Administrativa y Habilidades de Alta Dirección por la misma Universidad Autónoma del Estado de Hidalgo.
Inició su carrera en la administración pública como analista presupuestal de la Secretaría de Programación y Presupuesto, Delegación Hidalgo de 1986 a 1988. Fue además directora general de Egresos y subsecretaria de Egresos de la Secretaría de Finanzas y Administración de Hidalgo; coordinadora de Administración y Finanzas del Instituto Hidalguense de Educación y subdirectora de Programación Financiera de la Secretaría de Finanzas y Administración de Hidalgo, entre varios otros.
En 2005 fue nombrada secretaria de Finanzas y Administración de Hidalgo, durante todo el mandato del gobernador Miguel Ángel Osorio Chong, hasta 2011 y durante el primer año de su sucesor, Francisco Olvera Ruiz, hasta 2012.
Renunció al cargo en 2012 para ser candidata a diputada federal plurinominal por el PRI, fue elegida a la LXII Legislatura, que ejercería de aquel año hasta 2015. Fue en la legislatura, presidenta de la comisión de Presupuesto y Cuenta Pública e integrante de las comisiones de Hacienda y Crédito Público; y, de Transparencia y Anticorrupción.
Solicitó licencia a la diputación el 6 de febrero de 2013 y fue nombrada por el entonces presidente Enrique Peña Nieto, directora general de la Comisión Nacional para el Desarrollo de los Pueblos Indígenas, permaneciendo en dicho puesto hasta el 9 de febrero de 2018 en que renunció para ser candidata a senadora.
Postulada al senado por la coalición Todos por México, no logró el triunfo pero al quedar en segunda posición le correspondió ocupar la senaduría de primera minoría para las legislaturas LXIV y LXV que culminarán en 2024. En el Senado es secretaria de las comisiones de Administración; y de Hacienda y Crédito Público; integrante de las de Anticorrupción, Transparencia y Participación Ciudadana; de Asuntos Indígenas; de Bicamaral en materia de disciplina financiera de las entidades federativas y de los municipios; del Comité técnico del Fideicomiso de Inversión y Administración para Apoyar la Construcción y Equipamiento del Nuevo Recinto de la Cámara de Senadores; Para la Igualdad de Género; y de Salud.
En julio de 2023, junto a los senadores Osorio Chong, Eruviel Ávila y Ruiz Massieu, anunció su salida del grupo parlamentario del PRI.El 31 de agosto del mismo año anunció su incorporación al grupo parlamentario del PVEM como respuesta a la invitación del senador Manuel Velasco.